# Herbert Hoover
Herbert Clark Hoover (West Branch, 10 agosto 1874 – New York, 20 ottobre 1964) è stato un politico statunitense, 31º Presidente degli Stati Uniti d'America, dal 1929 al 1933.
Si trovò a fronteggiare la fase acuta della grande depressione, ovvero immediatamente successiva ai fallimenti che colpirono gli istituti finanziari e le imprese all'indomani del giovedì nero. Dapprima favorevole a un approccio "psicologico" alla crisi, convinto che i problemi del paese dipendessero dalla scarsa fiducia nell'avvenire (e poi da cause esogene agli USA), essendosi speso in annunci rassicuranti sulla situazione economica, maturò in seguito, nell'inverno 1931-1932 con l'aggravamento della crisi, la convinzione in un progetto di intervento più complesso.
La sua reazione, tuttavia, fu volta più che al sostegno diretto alle classi disagiate, ad una strategia di supporto ai gruppi finanziari e alle amministrazioni, negando sempre l'aumento dell'assistenza sociale ai disoccupati e gli interventi volti a mitigare gli effetti della crisi a beneficio delle famiglie e delle classi lavoratrici.

## Biografia
Nato in Iowa, figlio di Jesse, un agricoltore e maniscalco dell'Iowa di origine tedesca (cognome originario Huber, poi anglicizzato in Hoover) e Hulda Hoover, nata Minthorn, studiò da geologo presso l'Università di Stanford. Fu in Cina insieme alla moglie, dove, ingegnere minerario di una società privata, si trovò coinvolto nel 1900 nella rivolta dei Boxer. Divenuto milionario già in giovane età con la sua attività di gestore di miniere, durante la prima guerra mondiale, già presidente della "Belgian relief commission" (1914-1917), organizzazione per la fornitura delle derrate alimentari nel Belgio occupato, fu nominato dal presidente Wilson commissario della "United States Food Administration", agenzia per il rifornimento dei viveri agli alleati europei (poi "American Relief Administration").
Quando nel 1928 Calvin Coolidge (vice presidente di Harding, subentrato alla morte di quest'ultimo alla presidenza) declinò una seconda candidatura, i repubblicani ripiegarono su Herbert Hoover, già Segretario del Commercio (1921-1928), venendo proposto come uomo pragmatico e esperto nell'attività di soccorso umanitario, di cui aveva dato prova già in Cina, poi come capo dell'US Food e poi anche durante l'alluvione del Mississippi del 1927. La campagna elettorale fu facilmente vinta da Hoover sull'onda di una bolla finanziaria che faceva sperare in un'epoca di prosperità e di ricchezza, e sui temi del proibizionismo e dell'isolazionismo americano.
Prima di entrare in carica compì un lungo viaggio in America Latina durante il quale consolidò le relazioni con i paesi visitati. Famosa la frase pronunciata nel discorso di accettazione della candidatura presidenziale, in cui affermava di essere "vicini in America, oggigiorno, al trionfo finale sulla povertà, come mai era accaduto prima nella storia di qualsiasi paese".

### La presidenza
Entrato in carica nel 1929, dovette affrontare già da quell'autunno la crisi economica seguita al crollo della Borsa valori di Wall Street. Liberista ortodosso, pur favorevole a un intervento moderato del governo in campo economico attraverso la mediazione tra i vari interessi dell'industria, la sua strategia di contrasto alla crisi economica del paese si rivelò inefficace a risollevare gli Stati Uniti. I numerosi proclami volti all'ottimismo e l'approccio "liquidatorio" verso il sistema bancario del Segretario al tesoro Andrew Mellon, si fondavano sull'idea di un'imminente ripresa dopo il disastro.
Gli slogan votati all'ottimismo mirarono a convincere gli americani che la crisi si sarebbe rapidamente riassorbita, nonostante i danni, anche se tali rassicurazioni apparivano velleitarie di fronte al peggioramento della situazione economica. Il suo rifiuto a concedere sussidi federali ai disoccupati e ad attuare provvedimenti diretti a mitigare gli effetti negativi sulle classi popolari, ne fecero una figura, per tutto il mandato, nettamente impopolare.
La moratoria del giugno 1931 sulla dilazione del recupero dei prestiti europei, tesa a favorire le esportazioni statunitensi (dopo aver alzato i tassi doganali l'anno prima), non sortì effetti rilevanti. Nel gennaio 1932 fu istituito il Reconstruction Finance Corporation (RFC), un ente creato col compito di prestare denaro alle strutture finanziarie, alle banche, alle ferrovie e alle compagnie assicurative. Il Relief and Construction Act diede al RFC la facoltà di allargare l'intervento anche alle amministrazioni statali. Sul fronte estero optò per il non intervento contro i movimenti rivoluzionari che imperversarono nel biennio 1930-1931 in Brasile, Cuba e Panama, avviando una politica di disimpegno militare in Sud America (ritiro dal Nicaragua e da Haiti). Si pronunciò per la non applicazione di sanzioni al Giappone in occasione dell'occupazione della Manciuria cinese.
L'amministrazione Hoover ha condotto una campagna contro gli immigrati negli Stati Uniti che ha colpito soprattutto i messicani americani. La maggior parte delle deportazioni fu supervisionata dalle autorità locali e statali che agirono sotto la direzione dell'amministrazione Hoover. Durante gli anni Trenta, tra uno e due milioni di Messicano-statunitensi furono deportati in Messico; si stima che tra il quaranta e il sessanta per cento di loro fossero cittadini nativi degli Stati Uniti. Secondo il professore di diritto Kevin R. Johnson, le campagne di deportazione erano basate sull'etnia e soddisfano le moderne definizioni legali di pulizia etnica perché spesso ignorano la cittadinanza.
Ricandidato alle elezioni presidenziali del 1932 per la sfiducia del Partito repubblicano in una qualche possibilità di vittoria, affrontò una delle campagne elettorali più difficili della storia delle competizioni elettorali americane, data anche la sempre più critica situazione sociale americana: la disoccupazione nel 1932 riguardava circa un quarto della popolazione attiva; in luglio inoltre una manifestazione (tra le poche manifestazioni di protesta nell'America della crisi) di 22.000 reduci americani e disoccupati nel centro di Washington era stata duramente repressa per l'intervento del generale MacArthur, su iniziativa del presidente Hoover, recatosi a Detroit per una manifestazione elettorale, verso la fine della campagna, "[...] sfilò tra due ali di gente cupa e silenziosa; quando si alzò a parlare, la sua faccia era terrea, le mani gli tremavano. Verso la fine della campagna era ormai una figura patetica, un uomo stanco, avvilito, fischiato dalla folla come nessun presidente era mai stato". Dalla competizione risultò vincitore nettamente il candidato democratico Franklin Delano Roosevelt.

### Dopo la presidenza

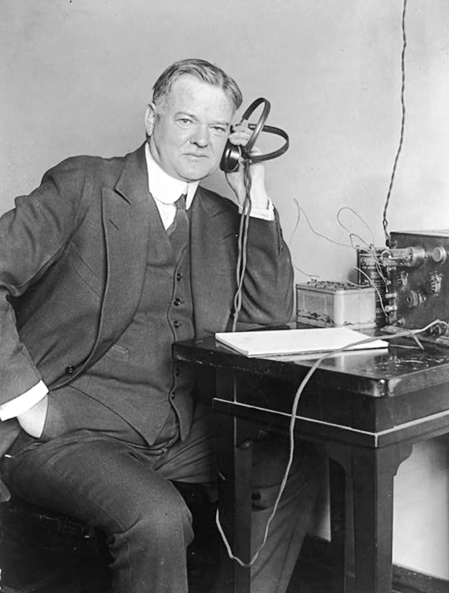
Herbert Hoover in ascolto ad una radiotrasmittente (1925)

Critico nei confronti del piano del New Deal (1934), nel 1937 fu direttore delle operazioni di aiuto alla Cina e nel 1938 divenne un convinto assertore dell'intervento degli Stati Uniti negli affari europei. Nel 1939 organizzò operazioni di aiuto e soccorso alla Finlandia, successivamente, durante la seconda guerra mondiale, si oppose anche alla legge degli affitti e prestiti (Lend-lease Act) del 1941 e alla politica bellica statunitense, criticando l'interventismo di Roosevelt e il principio della resa incondizionata deciso dagli Alleati.
Nel dopoguerra fu consigliere di Truman e nel gennaio 1947 fu a capo di un'apposita commissione che studiò un programma di aiuti per la popolazione tedesca, e fino al 1949 presiedette la commissione che prese il suo cognome per la riforma dell'amministrazione pubblica. Fu sostenitore di John Fitzgerald Kennedy (cui sopravvisse) e, seppur divenuto una delle bandiere dell'anticomunismo, fu contrario alla partecipazione degli Stati Uniti alla guerra di Corea. Hoover morì nel 1964 e venne sepolto presso il cimitero municipale di West Branch, in Iowa.